# Ludwig Gottlieb Scriba
Karl Ludwig Gottlieb Scriba (* 3. Juni 1736 in Nieder-Beerbach; † 31. Mai 1804 in Arheilgen (heute Stadtteil von Darmstadt)) war ein deutscher Entomologe und evangelischer Pfarrer. 

## Leben
Scriba, Sohn des Pfarrers Johann Christoph Scriba, war nach dem Theologiestudium in Gießen seit 1770 Pfarrer in Gräfenhausen und seit 1783 Pfarrer in Arheilgen. 1803 wurde er pensioniert.
Er war bekannt als Tierpräparator und hatte eine große Mineralien- und Conchyliensammlung. Scriba veröffentlichte zum Teil anonym über Entomologie und gab das Journal für die Liebhaber der Entomologie heraus. Seit 1778 half er bei den naturwissenschaftlichen Rezensionen von Johann Heinrich Merck.

## Schriften
- Herausgeber: Journal für die Liebhaber der Entomologie, 3 Teile, Frankfurt am Main 1790 bis 1793 (Fortsetzung einer Zeitschrift von Johann Kaspar Füssli mit einigen von dessen Mitarbeitern)
- Beiträge zu der Insektengeschichte, Frankfurt am Main: Varrentrapp, 3 Hefte, 1790, 1791, 1793